# Maretina uahuka
Maretina uahuka är en kackerlacksart som beskrevs av Morgan Hebard 1933. Maretina uahuka ingår i släktet Maretina och familjen småkackerlackor. Inga underarter finns listade i Catalogue of Life.